# Stomatostemma monteiroae
Stomatostemma monteiroae är en oleanderväxtart som först beskrevs av Daniel Oliver, och fick sitt nu gällande namn av Nicholas Edward Brown. Stomatostemma monteiroae ingår i släktet Stomatostemma och familjen oleanderväxter. Inga underarter finns listade i Catalogue of Life.